# Motore a V

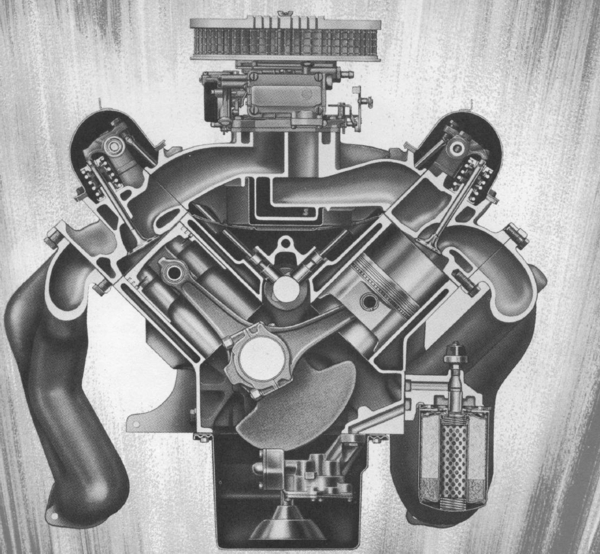
Sezione di un "Motore a V" di 90°

Il motore a V è un motore a combustione interna nel quale i blocchi dei cilindri sono tra di loro separati, rispetto all'asse dell'albero motore, da un certo angolo, secondo la disposizione propria della lettera V. L'angolo formato dai cilindri può variare di molto a seconda del numero dei cilindri e dell'impiego a cui è destinato il motore. Questi motori sono sempre identificati dalla lettera V seguita da un numero, il quale indica il totale dei cilindri del motore (per esempio V2, V4, V6, etc.). Nel caso in cui l'angolo fra i cilindri sia di 90°, si può definire motore a L.

## Descrizione
I vantaggi di questa configurazione sono dati principalmente dalla riduzione, a parità di cilindrata, della lunghezza e della altezza del motore rispetto ad un analogo propulsore con i cilindri disposti in linea, a discapito però della larghezza. 
Gli svantaggi sono rappresentati da una maggiore difficoltà di costruzione e da una minore bilanciatura delle forze presenti nel motore che causano vibrazioni. Alcune configurazioni (V8, V12, e V16) risultano più bilanciate mentre altre (V2, V4, V6 e V10) che sono più sbilanciate rendono necessaria la presenza di un controalbero di bilanciatura che riduca la produzione di vibrazioni.
L'utilizzo del controalbero di equilibratura non è invece necessario per la configurazione V6 con angolo di 120°, visto che in questo modo si ha uno scoppio ogni 120° dell'albero motore, questo rende molto equilibrato il motore, al pari di un L6.
Nel caso di motori a V con angolo ampio, quindi con ampio angolo tra le bancate, si cerca di unire i vantaggi di un motore a V con quelli di un motore piatto (cilindri contrapposti o sogliola o Boxer).

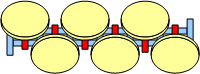
Motore a V stretto, in blu l'albero motore, in rosso le bielle in giallo i pistoni

Nel caso dei motori a V con angolo stretto, cioè con un ridotto angolo tra le due bancate di cilindri, si è cercato di unire i vantaggi del motore a V (ingombri ridotti) con quelli del motore in linea (miglior bilanciamento). In particolare la casa automobilistica Lancia è stata la prima casa che ha adottato questi motori sulla produzione di serie (il leggendario V6 60° De Virgilio su modello Aurelia), seguita dalla Volkswagen con il suo VR6. Se necessario anche questi motori possono essere dotati di appositi sistemi di riduzione delle vibrazioni.
La differenza tra motore a V e a L è nell'inclinazione dei cilindri: il motore a L è un caso particolare di motore a V in cui l'angolo tra i cilindri è pari a 90°. Esempi pratici in campo motociclistico: motore a V tipico per Harley-Davidson, Indian e motore a L per Moto Guzzi e Ducati.

## Il motore a V in aviazione
Le enormi possibilità del motore a V in campo aeronautico vennero sperimentate durante la più grande competizione di velocità per idrovolanti, la Coppa Schneider, che si tenne tra la fine degli anni venti e i primi anni trenta. Se i velivoli che parteciparono a questa competizione potevano essere considerati a tutti gli effetti degli avanzatissimi prototipi, dimostrarono i vantaggi che si potevano ricavare dall'adozione del motore a V. Infatti sebbene più pesante e complesso del motore stellare il motore a V permetteva di ridurre drasticamente la resistenza aerodinamica del velivolo grazie alla riduzione della sezione frontale dello stesso. Si poteva così creare un velivolo dalle linee aerodinamiche molto pulite e compatte, obiettivo difficilmente raggiungibile con l'adozione di un motore stellare. Inoltre il numero dei cilindri poteva crescere senza che le dimensioni del motore aumentassero enormemente.
I problemi principali che questo motore comportava erano legati al sistema di raffreddamento, quello a liquido, che si rendeva necessario. Con il raffreddamento a liquido si doveva dotare il velivolo di un efficiente impianto di raffreddamento e di radiatori, la cui sistemazione poteva vanificare i vantaggi aerodinamici ottenuti. Inoltre per i velivoli militari il sistema di raffreddamento e i radiatori divenivano dei punti critici che potevano portare, se colpiti anche da armi di piccolo calibro, alla perdita del velivolo. Svantaggi che il motore stellare non possedeva.
Con l'avvento della sovralimentazione il motore a V guadagnò ulteriormente punti a favore. Infatti con questa disposizione bastava un solo condotto per collegare il compressore, o la turbina, con un intero monoblocco di cilindri e non uno per ogni cilindro come avveniva sui motori stellari. Quindi erano necessari solo due condotti, e non sette o più, per alimentare l'intero motore.
Durante la Seconda guerra mondiale vennero impiegati diversi motori a V anche se alla fine furono due i motori che surclassarono tutti gli altri, il Rolls-Royce Merlin e il Daimler-Benz DB 601 e, il suo sviluppo, DB 605. Questi motori equipaggiarono i più longevi caccia del conflitto: l'inglese Supermarine Spitfire e il tedesco Messerschmitt Bf 109. Inoltre vennero utilizzati su molti altri velivoli. Per quanto riguarda il Merlin fu utilizzato sia sul North American P-51 Mustang, venendo prodotto negli USA su licenza, che sui bombardieri Avro Lancaster e Handley Page Halifax. Il DB 601 e il DB 605 furono utilizzati su diversi aerei tedeschi oltre che, prodotti in loco su licenza, montati su velivoli da caccia italiani e giapponesi. Un altro motore a V che venne impiegato nel conflitto, ma con prestazioni inferiori al Merlin e al motore tedesco, fu l'americano Allison V-1710, montato su diversi caccia USA, Lockheed P-38 Lighting Bell P-39 Airacobra e Curtiss P-40 su tutti, e sulle prime versioni del P-51 (A-36).
Con la fine del conflitto il declino del motore a V fu però rapido. Necessità economiche delle aviolinee, che portarono alla adozione dei più economici motori stellari, e la rapida introduzione del motore a getto sui velivoli militari fecero sì che questo tipo di motore divenisse in breve obsoleto per poi scomparire del tutto nel campo della aviazione civile e militare.

## Tipologia del motore a V

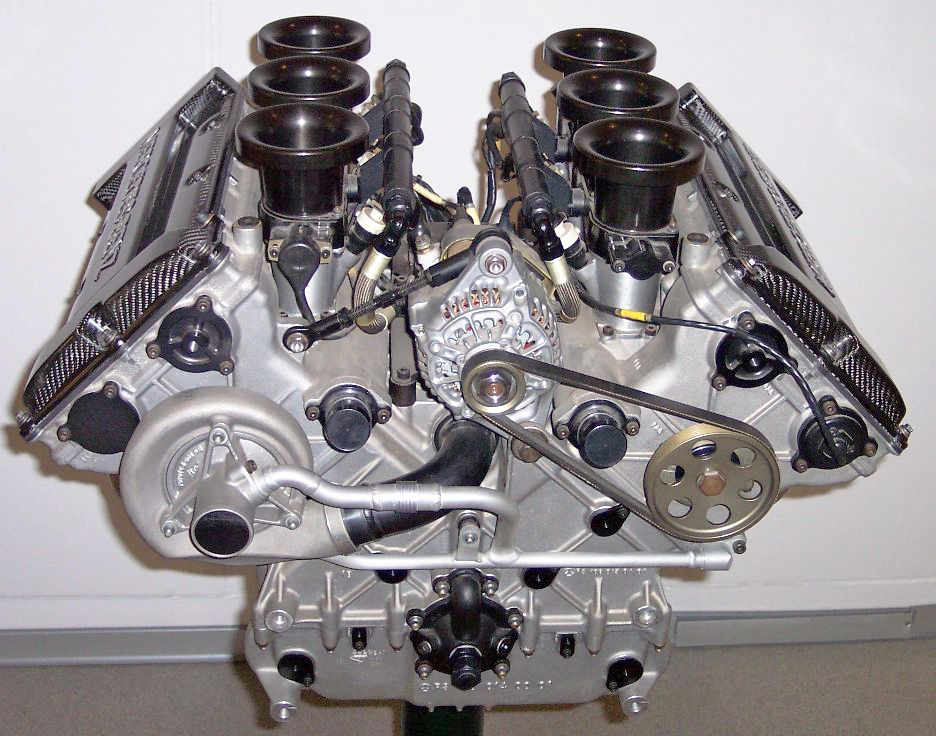
Motore V6 a 90°

- Motore V2
- Motore V4
- Motore V6
- Motore V8
  - Motore Big-block
  - Motore Small-block
- Motore V10
- Motore V12
- Motore V16